# Cienfuegos (Quirós)
Cienfuegos ist eines von 13 Parroquias und zugleich dessen Hauptort in der Gemeinde Quirós in Asturien, Nordspanien.

## Dörfer und Weiler
- Cienfuegos: 21 Einwohner 2011
- Cuevas: 3 Einwohner 2011  43° 7′ 46″ N, 5° 55′ 47″ W
- Las Llanas: 20 Einwohner 2011 43° 7′ 46″ N, 5° 55′ 47″ W
- El Molino: unbewohnt 2011
- Villar de Cienfuegos: 36 Einwohner 2011 43° 8′ 12″ N, 5° 55′ 20″ W

## Sehenswertes
- Pfarrkirche San Esteban  von 1821